# 難波皇子
難波皇子（なにわ の みこ、欽明天皇21年（560年）前後? - 用明天皇2年（587年）?）は、古墳時代の皇族。敏達天皇と妃・春日老女子（かすが の おみなご）の第一皇子。春日皇子、桑田皇女、大派皇子の同母兄。

## 記録
587年8月、丁未の乱で朝廷軍に味方するが、これ以降史書に登場しないことから、乱で戦死したと考えられる。この戦いには、春日老女子の親族と思われる「春日臣」が参戦しているところから、母方の血縁者の協力を得ていることが分かる。また、こののちの舒明天皇8年（636年）7月に弟の大派皇子が、群卿や百寮の朝参のことについて大臣蘇我蝦夷に忠言しているところから、難波皇子の一族が蘇我氏の本宗と親しかったこともうかがわれる。
難波皇子自身は若くして亡くなった可能性が高いが、路真人・甘南備（かんなび）真人・飛多（ひた）真人・英多（あがた）真人・大宅真人など、数多くの氏族の祖先となっており、皇子の子孫からは橘朝臣が出ており、現代の皇室にその血脈は受け継がれている。

## 系譜
- 父：敏達天皇
- 母：春日老女子（春日仲君の娘）:別名：薬君娘（くすりこのいらつめ）
- 妻：不詳
  - 男子：栗隈王（? - 676年） - 子孫は橘朝臣・甘南備真人
  - 男子：石川王（? - 679年） - 子孫は守山真人・路真人
  - 男子：稚狭王（? - 678年） - 子孫は飛多真人
  - 男子：大宅王（? - 679年） - 子孫は国見真人・大宅真人
  - 男子：高坂王（? - 683年） - 子孫は英多真人

『本朝皇胤紹運録』と『尊卑分脈』橘氏系図では、難波皇子－大俣王－栗隈王－美努王－葛城王（橘諸兄）という系譜であるが、『新撰姓氏録』橘朝臣条では、難波皇子－栗隈王－美努王－橘諸兄となっている。大俣王（大派皇子）は難波皇子の同母弟であり、『紹運録』などの系譜には疑問が残る。一方、栗隈王が難波皇子の子とすると、栗隈王が亡くなったときに80歳以上の高齢（当時としてはかなりの高齢）であったことになり、『姓氏録』の系譜にも疑問が残る。更に『姓氏録」は茨田真人は大俣王を祖先とするとも記してあり、大俣王を称する王族は多く、この大俣王は敏達天皇の子なのか、難波皇子の子なのか、はっきりしていない。